# 萨库·迈恩阿拉宁
萨库·迈恩阿拉宁（芬蘭語：Saku Mäenalanen，1994年5月29日—），芬兰男子冰球运动员，场上位置是前锋。他曾代表芬兰参加2022年冬季奥林匹克运动会冰球比赛，获得一枚金牌。